# Martín Cárdenas
Martín Cárdenas Ochoa (Medellín, 28 gennaio 1982) è un pilota motociclistico colombiano ritiratosi dall'attività agonistica.

## Carriera

### Gli inizi
La sua carriera nel mondo del motociclismo è iniziato nella specialità del motocross dove è riuscito a conquistare alcuni titoli nazionali colombiani. Nel 2002 è passato alle gare in circuito, disputando alcune gare del campionato spagnolo di velocità, conquistando il titolo nella categoria supersport nel 2004.

### Motomondiale
Il suo esordio nelle gare del motomondiale risale invece alla stagione 2005 disputata nella classe 250 alla guida di una Aprilia del team Aprilia Germany e terminata al 25º posto in classifica grazie a 9 punti conquistati. Con queste sue presenze è stato il primo pilota colombiano a presentarsi alla partenza del motomondiale. Nel motomondiale 2006 ha corso, sempre nella stessa classe con il numero 36, inizialmente nel team Wurth Honda BQR con compagno di squadra lo spagnolo Arturo Tizón, per poi sostituire Sebastián Porto in seno al team Repsol Honda con la RS 250 R ufficiale. Al termine della stagione si è classificato 15º.

### Supersport e AMA
Nel 2009 ha partecipato al campionato mondiale Supersport solo alla gara portoghese sul circuito di Portimão, alla guida di una Honda CBR600RR del team Veidec Racing RES Software come pilota sostitutivo, raccogliendo 4 punti nella classifica piloti. Nel frattempo la sua carriera agonistica si era però trasferita principalmente negli Stati Uniti d'America sin dal 2007 e, nel 2010, si è aggiudicato il titolo della Daytona SportBike in sella ad una Suzuki.
Nel 2011 corre nella classe Moto2 del motomondiale il Gran Premio di Indianapolis in sostituzione dell'infortunato Yonny Hernández sulla FTR del team Blusens-STX. Pur finendo la gara non ottiene punti validi per il mondiale. Nella stessa stagione è pilota titolare nell'AMA Superbike Championship dove vince una gara al Barber Motorsports Park e chiude la stagione al quarto posto. Nel 2012, tornato alla categoria Sportbike del campionato americano, rivince il titolo.
Nel 2014 torna a disputare una gara mondiale partecipando al Gran Premio di Francia del Mondiale Supersport. Chiude la gara appena fuori dalla zona punti con un sedicesimo posto. La stagione 2015 lo vede pilota titolare del Mondiale Supersport, in sella ad una Honda CBR600RR del team CIA Landlords Insurance Honda. Pur non disputando la gara finale in Qatar, riesce a chiudere la stagione all'undicesimo posto con 55 punti. Ritiratosi dal professionismo attivo nel 2024, all'età di quarantadue anni, si cimenta in alcune prove del campionato colombiano Superbike in sella ad una Kawasaki.

## Risultati in gara

### Motomondiale
| 2005 | Classe | Moto    |     |    |    |  |    |    |    |    |     |    |    |    |    |    |    |     |    |  | Punti | Pos. |
| ---- | ------ | ------- | --- | -- | -- |  | -- | -- | -- | -- | --- | -- | -- | -- | -- | -- | -- | --- | -- |  | ----- | ---- |
| 2005 | 250    | Aprilia | Rit | 15 | NP |  | 17 | 17 | 21 | NE | Rit | 15 | 19 | 17 | 15 | 13 | 17 | Rit | 13 |  | 9     | 25º  |

| 2006 | Classe | Moto  |   |    |    |    |    |     |    |     |  |     |    |   |     |    |  |  |  |  | Punti | Pos. |
| ---- | ------ | ----- | - | -- | -- | -- | -- | --- | -- | --- |  | --- | -- | - | --- | -- |  |  |  |  | ----- | ---- |
| 2006 | 250    | Honda | 8 | 11 | 13 | 13 | 13 | Rit | 10 | Rit |  | Rit | NE | 7 | Rit | NQ |  |  |  |  | 37    | 15º  |

| 2011 | Classe | Moto |  |  |  |  |  |  |  |  |  |    |  |    |  |  |  |  |  |  | Punti | Pos. |
| ---- | ------ | ---- |  |  |  |  |  |  |  |  |  | -- |  | -- |  |  |  |  |  |  | ----- | ---- |
| 2011 | Moto2  | FTR  |  |  |  |  |  |  |  |  |  | NE |  | 28 |  |  |  |  |  |  | 0     |      |

| Legenda | 1º posto        | 2º posto            | 3º posto            | A punti      | Senza punti        | Grassetto – Pole position Corsivo – Giro più veloce |
| Legenda | Gara non valida | Non qual./Non part. | Ritirato/Non class. | Squalificato | '-' Dato non disp. | Grassetto – Pole position Corsivo – Giro più veloce |

### Campionato mondiale Supersport
| 2009 | Moto  |  |  |  |  |  |  |  |  |  |  |  |  |  |    | Punti | Pos. |
| ---- | ----- |  |  |  |  |  |  |  |  |  |  |  |  |  | -- | ----- | ---- |
| 2009 | Honda |  |  |  |  |  |  |  |  |  |  |  |  |  | 12 | 4     | 30º  |

| 2014 | Moto  |  |  |  |  |  |  |  |  |  |    |  |  |  |  | Punti | Pos. |
| ---- | ----- |  |  |  |  |  |  |  |  |  | -- |  |  |  |  | ----- | ---- |
| 2014 | Honda |  |  |  |  |  |  |  |  |  | 16 |  |  |  |  | 0     |      |

| 2015 | Moto  |     |   |     |    |   |    |   |    |   |    |   |  |  |  | Punti | Pos. |
| ---- | ----- | --- | - | --- | -- | - | -- | - | -- | - | -- | - |  |  |  | ----- | ---- |
| 2015 | Honda | Rit | 8 | Rit | 11 | 9 | 13 | 9 | 10 | 7 | 14 | 8 |  |  |  | 55    | 11º  |

| Legenda | 1º posto        | 2º posto            | 3º posto           | A punti      | Senza punti        | Grassetto – Pole position Corsivo – Giro più veloce |
| Legenda | Gara non valida | Non qual./Non part. | Ritirato/Non class | Squalificato | '-' Dato non disp. | Grassetto – Pole position Corsivo – Giro più veloce |